# الیورد
الیورد (به فرانسوی: Allevard) یک کمون در فرانسه است که در Canton of Allevard واقع شده‌است.

## خصوصیات
الیورد ۲۶ کیلومترمربع مساحت و ۳٬۷۶۸ نفر جمعیت دارد.